# C4 ugljenična fiksacija
C4 ugljenična fiksacija ili Hač-Slakov put je fotosintetički proces u nekim biljkama. To je prvi korak u ekstrakciji ugljenika iz ugljen-dioksida da bi se mogao koristiti u šećeru i drugim biomolekulima. Ovo je jedan od tri poznato procesa za ugljeničnu fiksaciju. C4 u imenu se odnosi na četvorougljenični molekul koji je prvi proizvod ovog tipa ugljenične fiksacije.
4 fiksacija je prošireni oblik šire zastupljene 3 ugljenične fiksacije i smatra se da je evoluirala u bližoj prošlositi. 4 prevazilazi tendenciju enzima RuBisCO da rasipno fiksira kiseonik umesto ugljen-dioksida u procesu fotorespiracije. Ovo se ostvaruje osiguravanjem da RuBisCO deluje u sredini sa mnogo ugljen-dioksida i veoma malo kiseonika. {\displaystyle {\ce {CO2}}} se prenosi pomoću malata ili aspartata iz mezofilnih ćelija do ćelija trajnog tkiva. U tim ćelijama {\displaystyle {\ce {CO2}}} se oslobađa dekarboksilacijom malata. C4 biljke koriste PEP karboksilazu za prihvatanje {\displaystyle {\ce {CO2}}} u mezofilnim ćelima. PEP karboksilaza se vezuje za {\displaystyle {\ce {CO2}}} i formira se oksalosirćetna kiselina (OAA). Iz OAA se zatim formira malat (4 ugljenika). Malat ulazi u ćelije trajnog tkiva i oslobađa se {\displaystyle {\ce {CO2}}}. Pri ovavljanju ovih dodatnih koraka se troši energija u vidu ATP. Koristeći tu dodatnu energiju, 4 biljke mogu da efikasnije fiksiraju ugljenik pri uslovima suše, visokih temperatura, i ograničene koncentracije azota ili {\displaystyle {\ce {CO2}}}. Kako zastupljenijem 3 putu nije neophodna ta dodatna energija, on je efikasniji pod drugim okolnostima.
Naziv Hač-Slakov put u čast Maršala Dejvidsona Hača i C. R. Slaka je formiran u Australiji 1966. godine.

## 4put
Prve eksperimente iz kojih je zaključeno da neke biljke ne koriste 3 ugljeničnu fiksaciju, već umesto toga proizvode malat i aspartat u prvom koraku fiksacije ugljenika, izveli su tokom 1950-tih i ranih 1960-tih Ugo Korčak i Jur Karpilov. 4 put su izučili Maršal Dejvidson Hač i C. R. Slak u Australiji 1966. godine, te se on ponekad naziva Hač-Slakovim putem.
U 3 biljkama, prvi korak u fotosintenznim reakcijama nezavisnim od svetla obuhvata fiksaciju {\displaystyle {\ce {CO2}}} pomoću enzima RuBisCO u 3-fosfoglicerat. Međutim usled dualne karboksilacione i oksigenazne aktivnosti tog enzima, jedan deo supstrata biva oksidovan umesto da se karboksiluje. Rezultat toga je gubitak supstrata i potrošnja energije u procesu fotorespiracije. Da bi zaobišle fotorespiracioni put, 4 biljke su razvile mehanizam za efikasnu isporuku {\displaystyle {\ce {CO2}}} do RuBisCO enzima. One koriste svoju specifičnu anatomiju lista gde hloroplasti postoje ne samo u ćelijama mezofila u spoljašnjem delu lista nego i u trajnim ćelijama. Umesto da usmere fiksaciju na RuBisCO u Kalvinovom ciklusu, {\displaystyle {\ce {CO2}}} biva inkorporiran u četvorougljeničnu organsku kiselinu, koja ima sposobnost {\displaystyle {\ce {CO2}}} regeneracije u hloroplastima trajnih ćelija. Te ćelije mogu da koriste taj {\displaystyle {\ce {CO2}}} da generišu ugljene hidrate konvencionalnim 3 putem.
Prvi korak puta je konverzija piruvata u fosfoenolpiruvat (PEP), posredstvom enzima piruvat ortofosfat dikinaza. Ovoj reakciji je neophodan neorganski fosfat i ATP plus piruvat, a formira se fosfoenolpiruvat, AMP, i neorganski pirofosfat (PPi). Sledeći korak je fiksacija {\displaystyle {\ce {CO2}}} u oksaloacetat posredstvom enzima PEP karboksilaza. Oba ova koraka se odvijaju u mezofilnim ćelima:
piruvat + 
PEP + {\displaystyle {\ce {CO2}}} → oksaloacetat
PEP karboksilaza ima niži  za HCO−
3 — i stoga viši afinitet — nego RuBisCO. Osim toga, O2 je veoma loš supstrat za ovaj enzim. Stoga pri relativno niskim koncentracijama {\displaystyle {\ce {CO2}}}, najveći deo {\displaystyle {\ce {CO2}}} će biti fiksiran ovim putem.
Produkat se obično konvertuje u malat, jednostavno organsko jedinjenje, koje se transportuje do ćelija trajnog tkiva koje okružuju obližnju venu. Ovde dolazi do dekarboksilacije u {\displaystyle {\ce {CO2}}} i piruvat. {\displaystyle {\ce {CO2}}} sad ulazi u Kalvinov ciklus, a piruvat se transportuje nazad u mezofilne ćelije.
Pošto svaki {\displaystyle {\ce {CO2}}} molekul mora da bude fiksiran dva puta, prvo pomoću četvorougljenične organske kiseline i zatim pomoću RuBisCO, 4 put koristi više energije nego 3 put. 3 putu je neophodno 18 molekula ATP za sintezu jednog molekula glukoze, dok je 4 putu potrebno 30 molekula ATP. Ova dodatna energija se više nego nadoknađuje izbegavanje gubljenja više od polovine fotosintetičkog ugljenika pri fotorespiraciji kao što je to slučaj kod nekih tropskih biljki, što čini 4 pristup adaptivnim mehanizmom za minimizovanje gubitka.
Postoji nekoliko varijanti ovog puta:
1. Četvorougljenična kiselina transportovana iz mezofilnih ćelija može da bude malat ili aspartat.
2. Trougljenična kiselina koja se transportuje nazad iz trajnih ćelija može da bude piruvat ili alanin.
3. Enzim koji katalizuje dekarboksilaciju u postojanim ćelijama može da varira. U kukuruzu i šećernoj trsci, enzim je NADP-malični enzim; u prosu je to NAD-malični enzim; i u Panicum maximum to je PEP karboksikinaza.

## Spoljašnje veze
- Khan Academy, video lecture